# Roberto De Zerbi
Roberto De Zerbi (* 6. června 1979 Brescia) je bývalý italský profesionální fotbalista, který hrával na pozici ofensivního záložníka, a fotbalový trenér, který naposledy vedl anglický klub Brighton & Hove Albion FC.

## Hráčská kariéra
De Zerbi zahájil svou profesionální kariéru v AC Milán. Další sezóny strávil v klubech nižších soutěží (Serie B až Serie C2). V roce 2006 se De Zerbi upsal prvoligové Neapoli, kam přestoupil z Catanie za 2,5 milionu eur. V roce 2010 zamířil do rumunského klubu CFR Kluž.

## Trenérská kariéra
Dne 6. září 2016 byl De Zerbi jmenován hlavním trenérem klubu Serie A Palermo SSD. Po vyřazení v penaltovém rozstřelu v domácím zápase proti druholigové Spezii byl De Zerbi 30. listopadu 2016 propuštěn.
Dne 23. října 2017 byl De Zerbi jmenován hlavním trenérem nováčka Serie A Beneventa. Přestože tým na konci sezony sestoupil zpět do Serie B, byl De Zerbi mnohými fotbalovými experty chválen za útočný fotbal.
V létě 2018 byl De Zerbi jmenován manažerem Sassuola. Za jeho působení bylo Sassuolo chváleno za svůj fotbalový styl spojený s nadprůměrnými výsledky, které malý klub z Emilie dovedly na konci sezony 2020/21 v italské nejvyšší soutěži ke dvěma po sobě jdoucím osmým místům. V květnu 2021 De Zerbi oznámil, že na konci sezony opustí Sassuolo.
Dne 25. května 2021 byl De Zerbi jmenován trenérem ukrajinského klubu Šachtar Doněck. 22. září 2021 vyhrál na Olympijském stadionu v Kyjevě ukrajinský Superpohár proti Dynamu Kyjev a stal se prvním italským manažerem, který tento titul získal. Klub opustil v červenci 2022 v důsledku ruské invaze na Ukrajinu.
De Zerbi 18. září 2022 vystřídal Grahama Pottera ve funkci hlavního trenéra anglického prvoligového Brighton & Hove Albion a podepsal čtyřletou smlouvu. De Zerbi dovedl Brighton do semifinále FA Cupu, kde 23. dubna ve Wembley podlehl Brighton Manchesteru United po penaltovém rozstřelu. 21. května Brighton doma porazil Southampton 3:1, čímž si zajistil sedmou příčku a poprvé v historii klubu se kvalifikoval do pohárové Evropy. O tři dny později si Brighton po domácí remíze 1:1 s mistrovským Manchesterem City zajistil účast v Evropské lize UEFA.

## Trenérské statistiky
| Tým                    | Od               | Do                 | Statistiky | Statistiky | Statistiky | Statistiky | Statistiky |
| Tým                    | Od               | Do                 | Zápasy     | Výhry      | Remízy     | Prohry     | % Výhry    |
| ---------------------- | ---------------- | ------------------ | ---------- | ---------- | ---------- | ---------- | ---------- |
| Calcio Foggia          | 1. července 2014 | 14. srpna 2016     | 91         | 47         | 25         | 19         | 051.65     |
| Palermo                | 6. září 2016     | 30. listopadu 2016 | 13         | 1          | 3          | 9          | 007.69     |
| Benevento              | 23. října 2017   | 30. června 2018    | 29         | 6          | 3          | 20         | 020.69     |
| Sassuolo               | 1. července 2018 | 24. května 2021    | 120        | 43         | 36         | 41         | 035.83     |
| Šachtar Doněck         | 25. května 2021  | 11. července 2022  | 30         | 20         | 5          | 5          | 066.67     |
| Brighton & Hove Albion | 18. září 2022    | 30. června 2024    | 89         | 38         | 22         | 29         | 042.70     |
| Celkem                 | Celkem           | Celkem             | 372        | 155        | 94         | 123        | 42,24      |